# Nichelle Nichols
Pour les articles homonymes, voir Nichols.
Grace Dell Nichols, dite Nichelle Nichols est une actrice et chanteuse afro-américaine née le 28 décembre 1932 à Robbins (Chicago, Illinois) et morte le 30 juillet 2022 à Silver City (Nouveau-Mexique).
Elle se fait connaître du grand public grâce à son rôle du lieutenant Uhura dans la série télévisée Star Trek (1966-1969), où elle défie alors les stéréotypes de l'époque en embrassant un acteur blanc, et en jouant le rôle d'une gradée.

## Biographie

### Jeunesse et formation
Nichelle Nichols naît à Robbins, un village proche de Chicago en Illinois. Elle est la troisième d’une fratrie de six enfants,,. Son père, Samuel Earf, est ouvrier, et sa mère, Lishia Mae (Parcs) Nichols, femme au foyer.
Plus tard, la famille déménage dans un appartement dans le quartier de Woodlawn, à Chicago.
Lors de son adolescence, rêvant d'être danseuse, elle suit ses études secondaires à la Englewood Technical Prep Academy (en), où elle sort diplômée en 1951,.

### Débuts de carrière
À l'âge de 14 ans, Nichelle Nichols commence sa carrière comme danseuse et chanteuse auprès de l'orchestre de Duke Ellington,,.
En 1961, elle apparaît dans la célèbre et tragique pièce musicale Kicks and Co d'Oscar Brown, ainsi que dans le rôle-titre de Carmen Jones et Porgy and Bess à New York. Non seulement elle joue et chante, mais elle est aussi mannequin à l'occasion.
En 1964, après quelques figurations au cinéma, elle voit pour la première fois son nom dans le générique de la série télévisée The Lieutenant, première série signée Gene Roddenberry. Elle y joue la fiancée du soldat noir, Ernest Cameron (interprété par Don Marshall (en)) aux côtés de Dennis Hopper et Woody Strode dans l'épisode « To Set It Right (en) », ayant pour thème le préjugé racial,,. Sur la côte Ouest, elle apparaît dans The Roar of the Greasepaint et For My People ; elle est applaudie pour sa performance dans la pièce Blues for Mister Charlie de James Baldwin.
En janvier 1967, elle apparaît sur la couverture du magazine Ebony. Elle part en tournée musicale à travers les États-Unis, ainsi qu'au Canada et en Europe pour accompagner les formations de Duke Ellington et Lionel Hampton.

### Star Trek

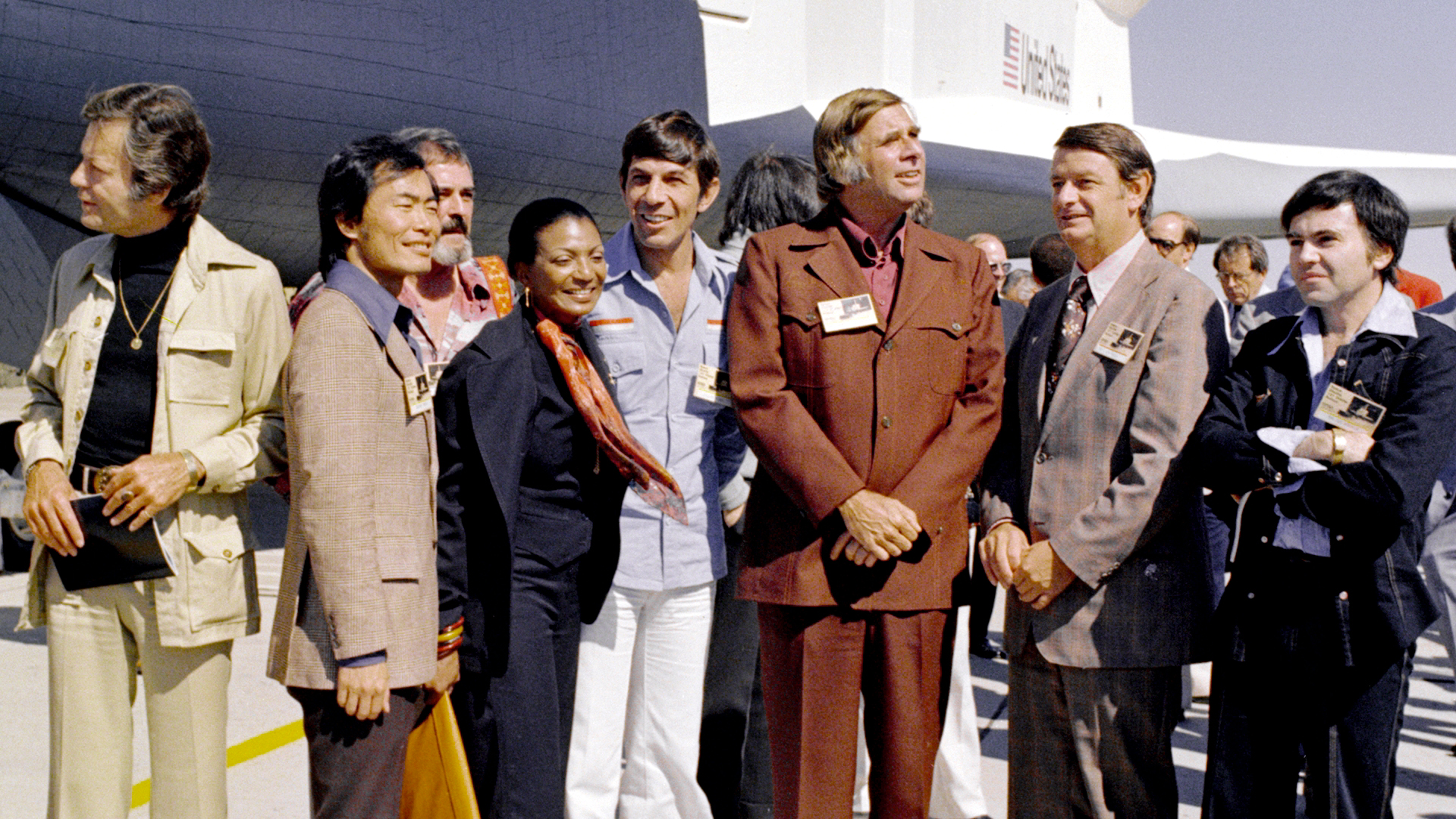
Nichelle Nichols (quatrième à partir de la gauche) avec la plupart des autres acteurs de la série Star Trek en train de visiter la navette spatiale Enterprise à l'usine Rockwell International de Palmdale (Californie), en 1976.

Ce talent musical de Nichelle Nichols se retrouve dans la série télévisée Star Trek (1966-1969) quand elle y obtient le rôle du lieutenant Uhura, au cours de laquelle elle interprète la chanson Beyond Antares. Elle est alors la première Afro-Américaine à tenir un rôle principal dans une série télévisée américaine.
C'est au cours de cette série que l'on voit pour la première fois à l'écran un baiser entre deux personnages blancs et noirs, que jouent respectivement William Shatner (le capitaine Kirk) et Nichelle Nichols (Uhura) (voir l'article détaillé Kirk and Uhura's kiss (en)).
Elle pense quitter la série Star Trek à la fin de la première saison pour revenir à la comédie musicale, elle donne même sa démission à Gene Roddenberry qui lui laisse le week-end pour réfléchir. Mais lors d'une collecte de fond lors de ce même week-end elle rencontre Martin Luther King qui lui dit être un de ses plus grands fans et lui demande de ne pas quitter la série, indiquant que pour la première fois à la télévision un personnage noir avait un rôle au delà des représentations habituelles du noir qui danse et chante mais qui pouvait être un ingénieur pouvant aller dans l'espace. Martin Luther King lui fait réaliser que son rôle n’est pas un rôle de femme ou de noire mais est un exemple de réussite intellectuelle pour la communauté noire aux états-unis. Elle dit dans  une interview qu’il lui a fait prendre conscience que  « Le monde nous voit pour la première fois comme nous devrions être vus. »
Après les trois saisons de la série originale, Nichols participe à la série d'animation Star Trek, de 1973 à 1974, puis aux six premiers films basés sur la série originale, entre 1979 et 1991.

### Autres activités
À côté de son métier d'actrice, Nichelle Nichols a enregistré des albums de chansons, écrit des nouvelles de science-fiction et travaillé pour la NASA au recrutement de femmes et de personnes issues des minorités raciales,.

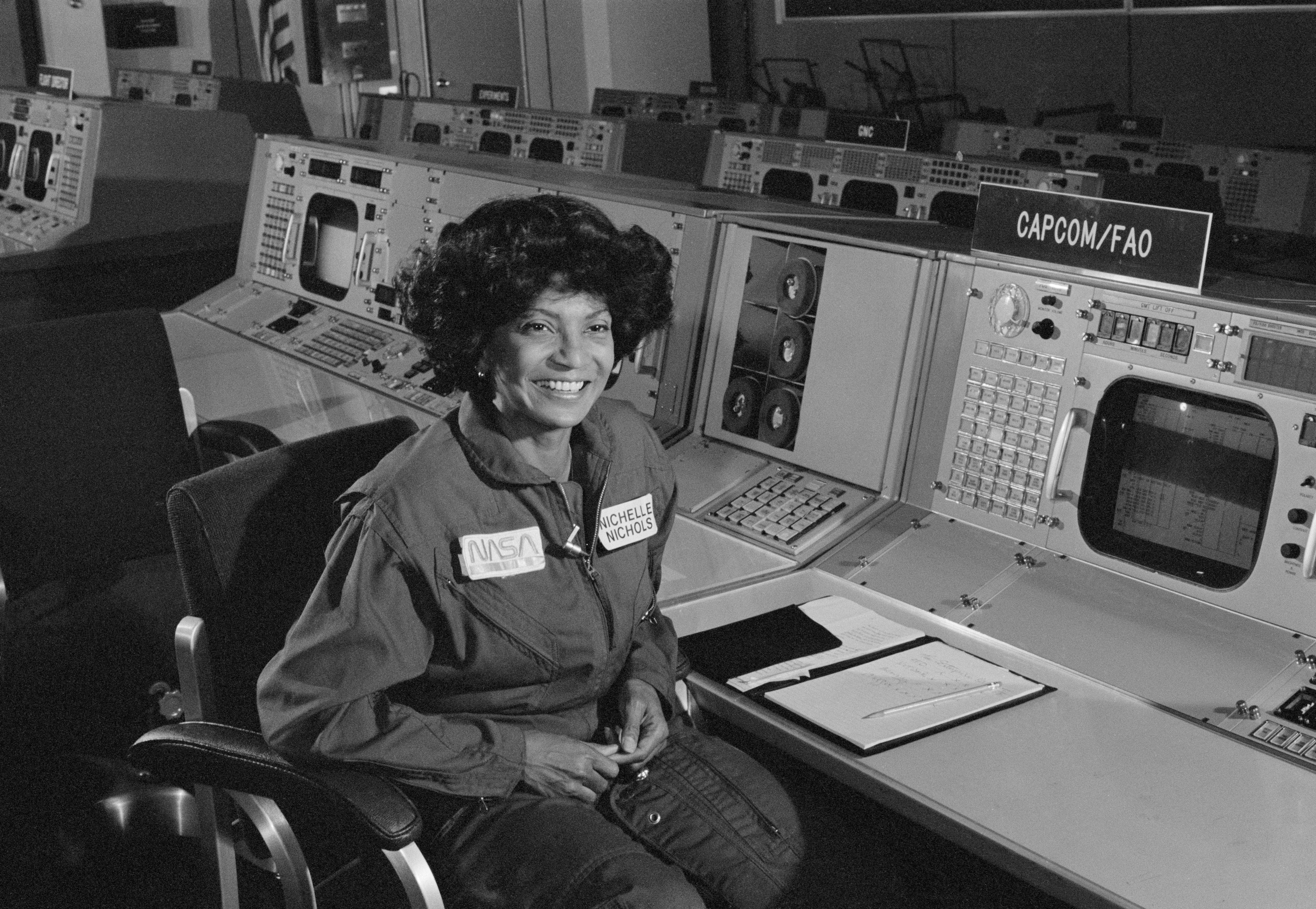
Nichelle nichols à la NASA en 1977.

### Mort
Nichelle Nichols meurt le 30 juillet 2022 à Silver City (Nouveau-Mexique),, à l'âge de 89 ans. Incinérée, ses cendres sont envoyées dans l'espace.

## Filmographie

### Cinéma

#### Longs métrages
- 1959 : Porgy and Bess d'Otto Preminger : une danseuse (non créditée)
- 1966 : Made in Paris de Boris Sagal : Eleanor (non créditée)
- 1966 : Énigme à 4 inconnues (Mister Buddwing) de Delbert Mann : la joueuse de dés
- 1967 : Quatre Fiancés pour un mari (Doctor, You've Got to Be Kidding!) de Peter Tewksbury : Jenny Ribbock
- 1974 : Truck Turner et Cie (Truck Turner) de Jonathan Kaplan : Dorinda
- 1979 : Star Trek, le film (Star Trek: The Motion Picture) de Robert Wise : Uhura
- 1982 : Star Trek 2 : La Colère de Khan (Star Trek: The Wrath of Khan) de Nicholas Meyer : Uhura
- 1984 : Star Trek 3 : À la recherche de Spock (Star Trek III: The Search for Spock) de Leonard Nimoy : Uhura
- 1986 : The Supernaturals (en) d'Armand Mastroianni : le sergent Leona Hawkins
- 1986 : Star Trek 4 : Retour sur Terre (Star Trek IV: The Voyage Home)  de Leonard Nimoy : Uhura
- 1989 : Star Trek 5 : L'Ultime Frontière (Star Trek V: The Final Frontier) de William Shatner : Uhura
- 1991 : Star Trek 6 : Terre inconnue (Star Trek VI: The Undiscovered Country) de Nicholas Meyer : Uhura
- 2002 : Chiens des neiges (Snow Dogs) de Brian Levant : Amelia Brooks
- 2004 : Surge of Power: The Stuff of Heroes (en) de Mike Donahue : Oman
- 2005 : On arrive quand ? (Are We There Yet?) de Brian Levant : mademoiselle Mable
- 2007 : Star Trek: Of Gods and Men de Tim Russ : la capitaine Nyota Uhura (vidéo)
- 2008 : Lady Magdalene's (en) de J. Neil Schulman : Lady Magdalene / Maggie, la chanteuse

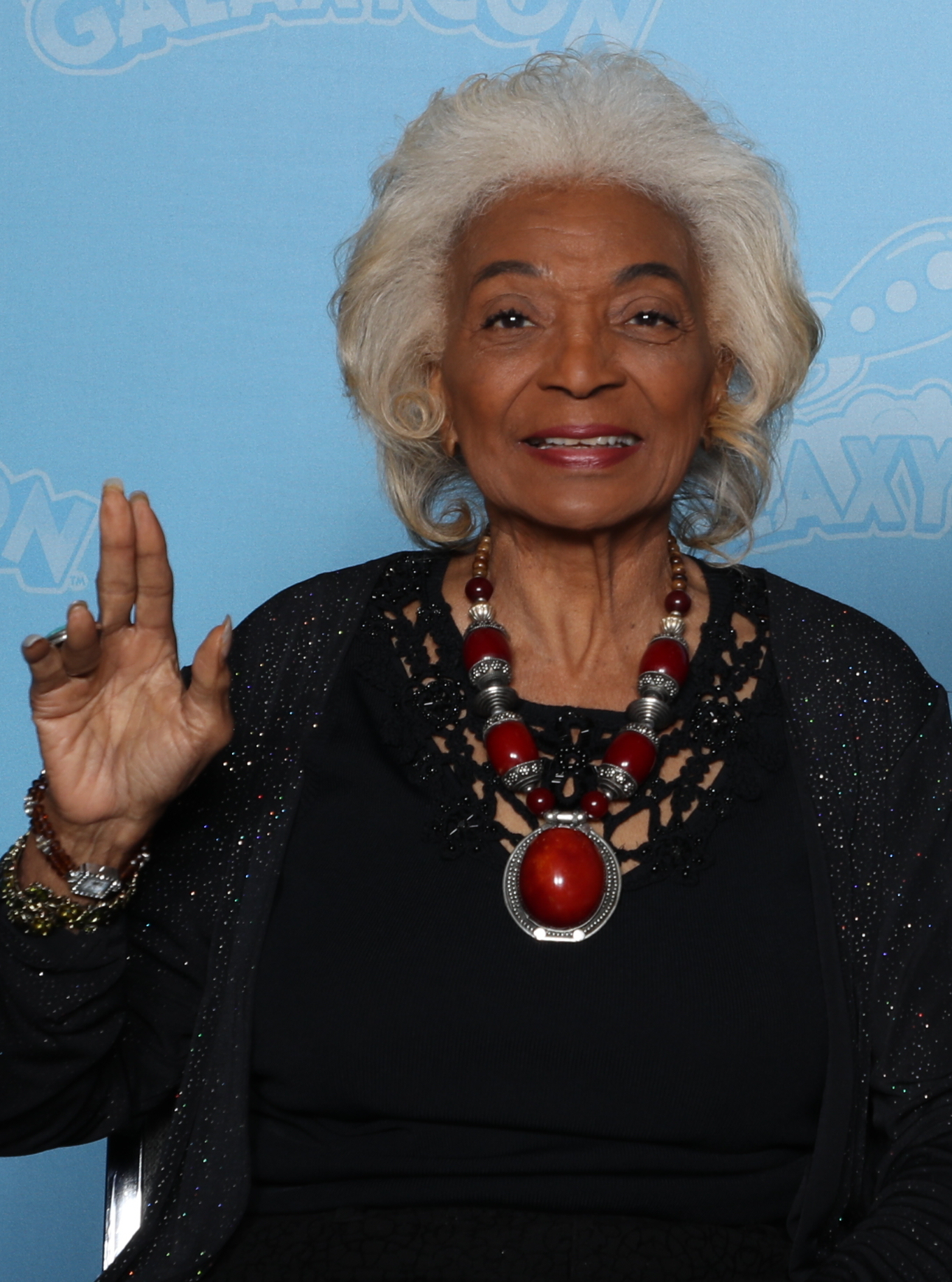
Nichelle Nichols en 2019.

- 2008 : True Loved de Stewart Wade : la grand-mère de Lo
- 2008 : The Torturer de Graham Green : Doc
- 2012 : This Bitter Earth de David Lee Rawlings : Clara Watkins
- 2016 : Surge of Power: Revenge of the Sequel d'Antonio Lexerot et Vincent J. Roth : Omen
- 2018 : The White Orchid de Steve Anderson : Theresa
- 2018 : Mr. Malevolent de Rusty Cundieff et Darin Scott : la femme mystique
- 2019 : Surge of Dawn d'Alexander Fernandez : Omen
- 2020 : Unbelievable!!!!! de Steven L. Fawcette : Sensei / la tante Petunia
- 2020 : Star Trek: First Frontier de Kenneth Smith : Nyota Uhura
- 2020 : Surge of Power: Doctor Who Tribute d'Antonio Lexerot : Omen

#### Courts métrages
- 1991 : Star Trek Adventure : lieutenant Nyota Uhura
- 1999 : A Stitch in Time de Marta Houske : Harvie
- 2003 : Roddenberry on Patrol de Tim Russ : Grace (vidéo)

### Télévision

#### Téléfilms
- 1964 : Great Gettin' Up Mornin' de Richard Franchot : Joanne Logan
- 1984 : Antony and Cleopatra de Lawrence Carra (en) : Charmain
- 1995 : Les Aventures de Captain Zoom (en) (The Adventures of Captain Zoom in Outer Space) de Max Tash : Sagan
- 2010 : Scooby-Doo et le Monstre du lac (Scooby-Doo! Curse of the Lake Monster) de Brian Levant : la sénatrice
- 2017 : Sharknado 5: Global Swarming d'Anthony C. Ferrante : la secrétaire

#### Séries télévisées

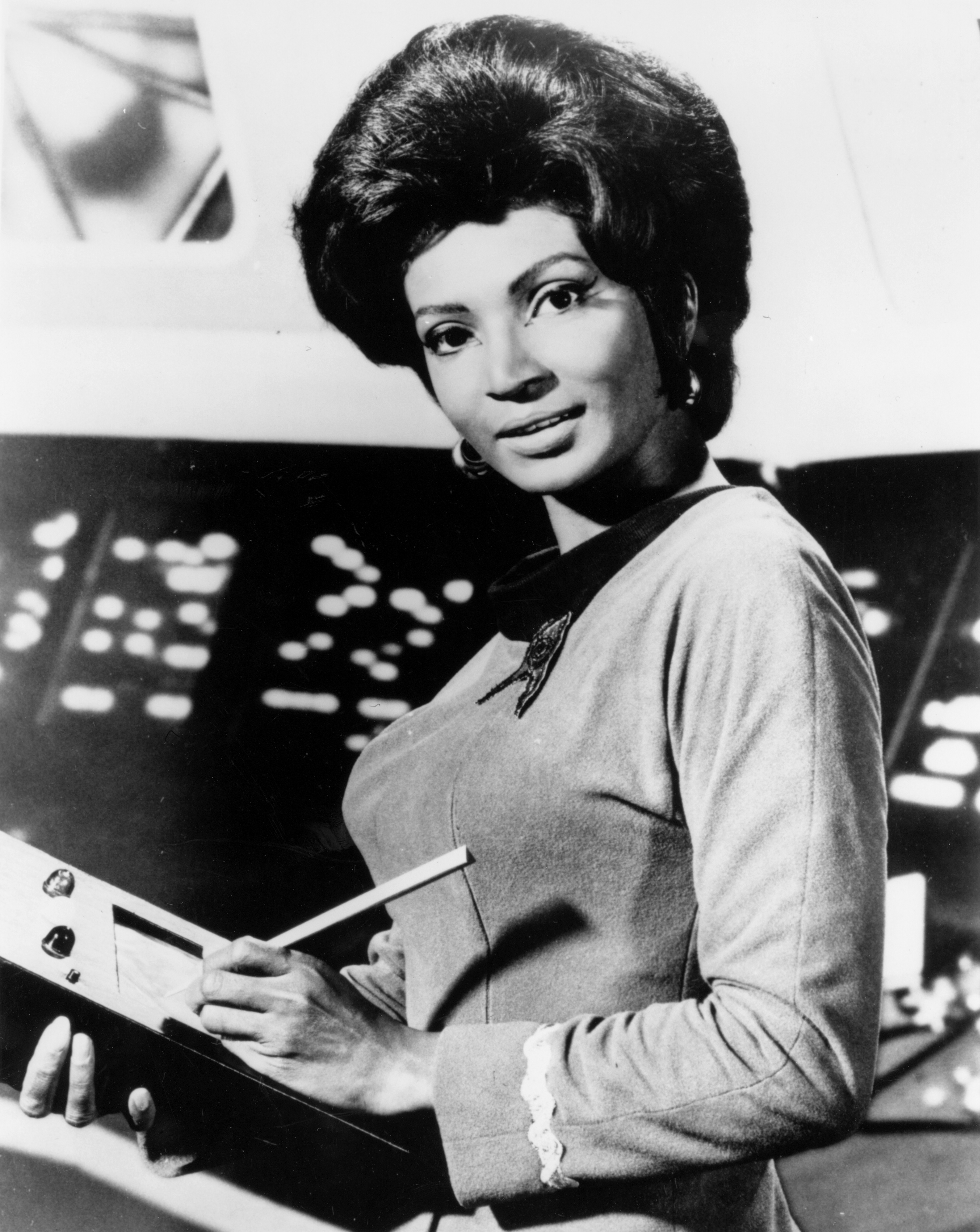
Nichelle Nichols en 1967 dans le rôle du lieutenant Uhura de la série télévisée Star Trek.

- 1964 : The Lieutenant (en) : Norma Bartlett (saison 1, épisode 21 : To Set It Right)
- 1966 : Peyton Place : l'infirmière (2 épisodes)
- 1966 : Tarzan : Ruana (2 épisodes)
- 1966-1969 : Star Trek : le lieutenant Nyota Uhura (69 épisodes)
- 1970 : Insight : Ellie (saison 1, épisode 324 : Old King Cole)
- 1971 : The D.A. (en) : Ellie (saison 1, épisode 11 : The People vs. Howard)
- 1973-1974 : Star Trek (Star Trek: The Animated Series) : Uhura, et d'autres personnages (voix ; 22 épisodes)
- 1988 : Sois prof et tais-toi ! (Head of the class) : elle-même (saison 2, épisode 18 : For Better, for Worse)
- 1992 : Inside Space : l'invitée
- 1994 : Batman : Thoth Khepera (voix ; saison 2, épisode 8 : Avatar)
- 1994-1996 : Gargoyles, les anges de la nuit (Gargoyles) : Diane Maza (voix ; 3 épisodes)
- 1997 : Spider-Man, l'homme-araignée (Spider-Man: The Animated Series) : Miriam (voix ; 2 épisodes)
- 2000 : Good Versus Evil (G vs E, puis Good vs. Evil) : la mère d'Henry (saison 2, épisode 2 : Renunciation)
- 2000 : Les Aventures de Buzz l'Éclair (Buzz Lightyear of Star Command) : la cheffe (voix ; saison 1, épisode 32 : The Yukari Imprint)
- 2000-2002 : Futurama : elle-même (voix ; 2 épisodes)
- 2004 : Les Simpson (The Simpsons) : elle-même (voix ; saison 15, épisode 19 : Simple Simpson)
- 2007 : Heroes : Nana Dawson (5 épisodes)
- 2009 : The Cabonauts : CJ (saison 1, épisode 1 : Pilot)
- 2016 : Les Feux de l'amour (The Young and the Restless) : Lucinda Winters (4 épisodes)
- 2017 : Star Trek: Renegades : l'amirale Grace Jemison (saison 2, épisode 1 : The Requiem)
- 2017 : Downward Dog : Deejay Devine (saison 1, épisode 6 : Old)
- 2020 : Space Command : Octavia Butler (saison 1, épisode 25 : Ripple Effect)
- 2021 : 12 to Midnight : Devorah (saison 1, épisode 1 : What Is and What Never Should Be)

## Jeux vidéo et personnage de parcs à thème
| Année     | Titre                            | Rôle               | Notes                                                                                  |
| --------- | -------------------------------- | ------------------ | -------------------------------------------------------------------------------------- |
| 1994      | Star Trek: 25th Anniversary (en) | Nyota Uhura (voix) | Jeux vidéo (versions CD-ROM)                                                           |
| 1995      | Star Trek: Judgment Rites        | Nyota Uhura (voix) | Jeux vidéo (versions CD-ROM)                                                           |
| 1996–1998 | Star Trek Adventure              | Nyota Uhura        | Personnage de parc d'attraction ; est apparue dans plusieurs révisions de l'attraction |

## Publications
| Titre           | Éditeur             | Date | ISBN                  | Notes                             |
| --------------- | ------------------- | ---- | --------------------- | --------------------------------- |
| Beyond Uhura    | G. P. Putnam's Sons | 1994 | (ISBN 0-399-13993-1)  |                                   |
| Saturn's Child  | Penguin             | 1995 | (ISBN 0-399-14113-8)  | avec Margaret Wander Bonanno (en) |
| Saturna's Quest | Planet X Books      | 2002 | (ISBN 978-0971915404) | avec Jim Meechan                  |

## Distinctions

### Récompense
- San Diego Comic-Con 2018 : prix Inkpot pour l'ensemble de son œuvre.

### Nomination
- Saturn Awards 1980 : nomination au Saturn Award de la meilleure actrice pour Star Trek, le film.

### Hommages
- En 1982, l'écrivain Robert A. Heinlein lui dédie son roman Vendredi[27].
- En 1992, Nichelle Nichols est honorée par une étoile (catégorie « Télévision ») sur le Hollywood Walk of Fame, au 6633 Hollywood Boulevard[28].
- L'astéroïde (68410) Nichols est nommé en son honneur[29].